# سراج نصار
سراج نصار (بالعبرية: סיראז' נסאר‏) هو لاعب كرة قدم إسرائيلي في مركز الوسط، ولد في 2 سبتمبر 1990 في طرعان في إسرائيل. لعب مع مكابي كفر كنا ونادي هبوعيل بئر السبع وهابوعيل تل أبيب.

## معلومات شخصيّة
اللاعب سراج نصّار بدأ مشواره الرياضيّ عندما كان في الخامسة عشر من عمره، حيث شارك في اللعب مع شبيبة مكابي حيفا في سنة 2005. وفي سن 17 عاما دخل فريق هبوعيل بئر السبع.

## المسيرة المهنيّة
بدأ نصّار مسيرته المهنيّة في قسم الشباب في مكابي كفركنّا. في 13 مايو 2008، ظهر لأوّل مرّة في الفريق الأوّل، عندما شارك كبديل في مباراة ضدّ هابوعيل أبناء طمرة في الدوري الوطنيّ. بعد ثلاثة أيّام دخل كبديل مرّة أخرى، وسجّل هدفه الأوّل في الفوز 3-1 على مدينة طيرة الكرمل. في الموسم التالي، سجّل ثلاثة أهداف في الدوري وجاء مع الفريق إلى التجارب للترقية إلى الدوري الوطني، لكن الفريق خسر أمام هبوعيل رمات هشارون.
في صيف 2009 وقّع مع فريق هبوعيل بئر السبع من قبل المدرّب غاي أزوري. في 13 سبتمبر 2009، ظهر لأوّل مرّة في دوري الدرجة الممتازة، عندما شارك كبديل في مباراة ضدّ هبوعيل تل أبيب. في 5 كانون الأوّل (ديسمبر) 2009، سجّل هدفه الأوّل في بئر السبع بفوزه 2-0 على هبوعيل بيتح تكفا. في موسمه الأوّل سجّل ثلاثة أهداف في 23 مباراة. في الموسم التالي سجّل هدفين في الدوري، وفي موسم 2011/2012 سجّل ستّة أهداف. في موسم 2012/2013، سجّل هدفين في الدوري، أحدهما هدف الفوز 3-0 على مكابي نتانيا في الجولة الأخيرة، ممّا أبقى الفريق في دوري الدرجة الممتاز.
في موسم 2013/2014 سجّل ستة أهداف في الدوري وأنهى مع الفريق في المركز الثاني بدوري الدرجة الممتاز. في موسم 2014/2015 سجّل هدفين في الدوري، وانتهى مع الفريق في المركز الثالث بالدوري، وتأهّل معه لنهائي كأس الدولة حيث دخل كبديل في هزيمة فريقه 6-2 أمام مكابي تل أبيب.
في 2 سبتمبر 2015، وقّع نصّار عقدًا لمدّة أربع سنوات مع هبوعيل تل أبيب.  في 25 أكتوبر 2015، ظهر لأوّل مرّة مع النادي عندما جاء كبديل في خسارة أمام فريقه السابق هابويل بئر السبع على ملعب تورنر، وفي نهاية المباراة سجّل هدفه الأوّل في هابوعيل. وبحلول نهاية عام 2015/2016، قد سجّل هدفين خلال 15 مباراة قد شارك فيهم.
في 18 يونيو 2016، وقّع نصّار عقدًا لمدة ثلاث سنوات مع أبناء سخنين. في يونيو 2017 وقّع مع فريق نادي كوكسي من الدوري الألباني في الدرجة الممتاز، لكن بعد شهرين عاد إلى إسرائيل ووقّع عقدًا مع هابوعيل عكّا. وسجّل نصار هدفًا واحدًا في موسم 2017/2018، وفي النهاية انتقل مع الفريق إلى الدوري الوطنيّ من الدرجة الممتازة. في 20 سبتمبر 2018 وقّع مع سامسون كفر قاسم من الدوري "أ".
لعب نصّار لصالح فريق هبوعيل بئر السبع لمدّة 6 سنوات، وقد أقرّت اللجنة لمكانة اللاعب بأنّ الفريق الّذي سيحصل على خدمات اللاعب نصّار عليه دفع 750 ألف شاقل لفريق هبوعيل بئر السبع. قد توصّلت إدارة فريق هبوعيل تل ابيب مع إدارة فريق هبوعيل بئر السبع  إلى اتّفاق يقضي بدفع مبلغ 600 ألف شاقل لقاء انتقال اللاعب نصّار واللاعب بن الجربلي من فريق هبوعيل بئر السبع إلى فريق هبوعيل تل أبيب.
تلقّى اللاعب عروضًا مختلفة من فرق عديدة بينها مكابي حيفا الّتي نافست هبوعيل تل أبيب من أجل التعاقد معه.

## وصلات خارجية
- سراج نصار على موقع قاعدة بيانات كرة القدم.إي يو (الإنجليزية)
- سراج نصار على موقع Soccerway.com (الإنجليزية)
- سراج نصار على موقع عالم كرة القدم.نت (الإنجليزية)